# El amor tiene cara de mujer
El amor tiene cara de mujer é uma telenovela mexicana, produzida pela Televisa e exibida em 1971 pelo El Canal de las Estrellas.

## Elenco
- Silvia Derbez - Laura Valdez
- Irma Lozano - Matilde Suárez
- Irán Eory - Victoria "Vicky" Gallardo y Pimentel
- Lucy Gallardo - Lucy Escala
- Claudio Obregón - Pablo Landa
- Javier Marc - Fernando Ugalde
- Jorge Ortiz de Pinedo - Gustavo Artiaga
- María Eugenia Ríos - Consuelo vda. de Suárez
- Rubén Rojo - Julio
- Miguel Córcega - Alberto
- Olga Breeskin - Milena del Real
- Julián Pastor - Emilio Suárez
- Carlos Cámara - Alfredo Bustamante
- Ana Lilia Tovar - Nerina Suárez
- Magda Haller - Amelia Landa
- Gloria Leticia Ortiz - Bertha Valdez
- Fernando Mendoza - Don Manuel Molnar
- María Douglas - Leticia Gallardo
- Daniela Rosen - María Inés Amescua
- Héctor Andremar - Dr. Diego Solares
- Carlos Becerril - Daniel Escala
- Antonio Medellín - Carlos García Iglesias
- Bety Catania - Nora Tovar de García Iglesias
- July Furlong - Cristina
- Estela Chacón - Lili Molnar/Esther
- Tere Grobois - Diana
- Enrique del Castillo - Lic. Restrepo
- Manolo Calvo - Dr. Villafañe
- Anel - Claudia
- Guillermo Aguilar - Hernán Guevara
- Antonio Raxel - Sr. Amescua
- Otto Sirgo - Julio
- Azucena Rodríguez - Clarissa
- Gerardo del Castillo - Arnoldo
- Carlos Monden - Eduardo
- Joaquín Cordero - Ernesto
- Jorge del Campo - Billy
- Josefina Escobedo - Tía Alcira
- Carlos Alberto Badías - Dr. Gay
- Aldo Monti - Abel Delacroix
- Gustavo Rojo - Cristián
- Olivia Michel - Dora Nesler
- Bertha Moss - Lucía
- Rafael del Río - César
- Lola Tinoco - María
- María Martín - Leonila
- Julio Monterde - Otón
- Raúl Meraz
- Karina Duprez
- Cristina Moreno
- Evita Muñoz "Chachita"
- Octavio Galindo - Guillermo